# Lewisellum
Lewisellum is een muggenondergeslacht uit de familie van de kriebelmuggen (Simuliidae). De wetenschappelijke naam van het ondergeslacht is voor het eerst geldig gepubliceerd in 1969 door Crosskey (als geslacht).